# 1989 ve sportu
Toto je přehled sportovních událostí z roku 1989.

## Alpské lyžování
Mistrovství světa v alpském lyžování 1989
- Muži:
  - (Slalom):  Rudolf Nierlichl
  - (Obří slalom):  Rudolf Nierlichl
  - (Kombinace):  Marc Girardelli
  - (Sjezd):  Hans-Jörg Tauscher
  - (Super G):  Martin Hangl
- Ženy:
  - (Slalom):  Mateja Svet
  - (Obří slalom):  Vreni Schneider
  - (Kombinace):  Tamara McKinney
  - (Sjezd):  Maria Walliser
  - (Super G):  Ulrike Maier

Světový pohár v alpském lyžování 1988/89
- Muži

| Velký křišťálový glóbus: - Marc Girardelli |

Malé křišťálové glóbusy:
| Slalom - Armin Bittner | Sjezd - Marc Girardelli | Obří slalom - Pirmin Zurbriggen/ Ole Kristian Furuseth | Super G - Pirmin Zurbriggen |

- Ženy

| Velký křišťálový glóbus: - Vreni Schneider |

Malé křišťálové glóbusy:
| Slalom - Vreni Schneider | Sjezd - Michaela Figini | Obří slalom - Vreni Schneider | Super G - Carole Merle |

## Automobilový sport
Formulové závody:
- CART  Emerson Fittipaldi
- Formule 1  Alain Prost
- Formule 3000  Jean Alesi

Rallye:
- Rallye Dakar

1. Automobily:  Ari Vatanen, Peugeot 405 Turbo 16
2. Kamiony: Kategorie nebyla vypsána

## Cyklistika
- Giro d'Italia – Laurent Fignon
- Tour de France – Greg LeMond
- Mistrovství světa: Greg LeMond

## Sportovní lezení

### Svět
- Světový pohár ve sportovním lezení 1989 – první ročník

## Tenis
- Grand Slam výsledky mužů:
  1. Australian Open – Ivan Lendl
  2. French Open – Michael Chang
  3. Wimbledon – Boris Becker
  4. US Open – Boris Becker

- Grand Slam výsledky žen:
  1. Australian Open – Steffi Graf
  2. French Open – Arantxa Sánchezová Vicariová
  3. Wimbledon – Steffi Graf
  4. US Open – Steffi Graf